# Colby (bande dessinée)
Pour les articles homonymes, voir Colby.
Colby est une série de bande dessinée parue la première fois en 1991.
- Scénario : Greg.
- Dessins : Michel Blanc-Dumont.
- Couleurs : Claudine Blanc-Dumont.

## Synopsis
L’action se situe aux États-Unis après la Seconde Guerre mondiale. Trois anciens aviateurs mettent en commun leurs primes de démobilisation pour ouvrir une agence de détectives privés afin d’amasser très vite de quoi acheter un avion pour reprendre le ciel en petite compagnie privée.

## Personnages
- Philip Cameron Colby : ancien capitaine de l’armée de l’air.
- Willy Warsow : ancien lieutenant de l’armée de l’air.
- Corey P. Delaney surnommé Taxi : ancien lieutenant de l’armée de l’air.

## Albums aux éditionsDargaud
- Tome 1 : Altitude moins trente. 1991
- Tome 2 : Le soleil est mort deux fois. 1993
- Tome 3 : Bombardier pour Mexico. 1997